# Enfant de troisième culture
 (février 2021).

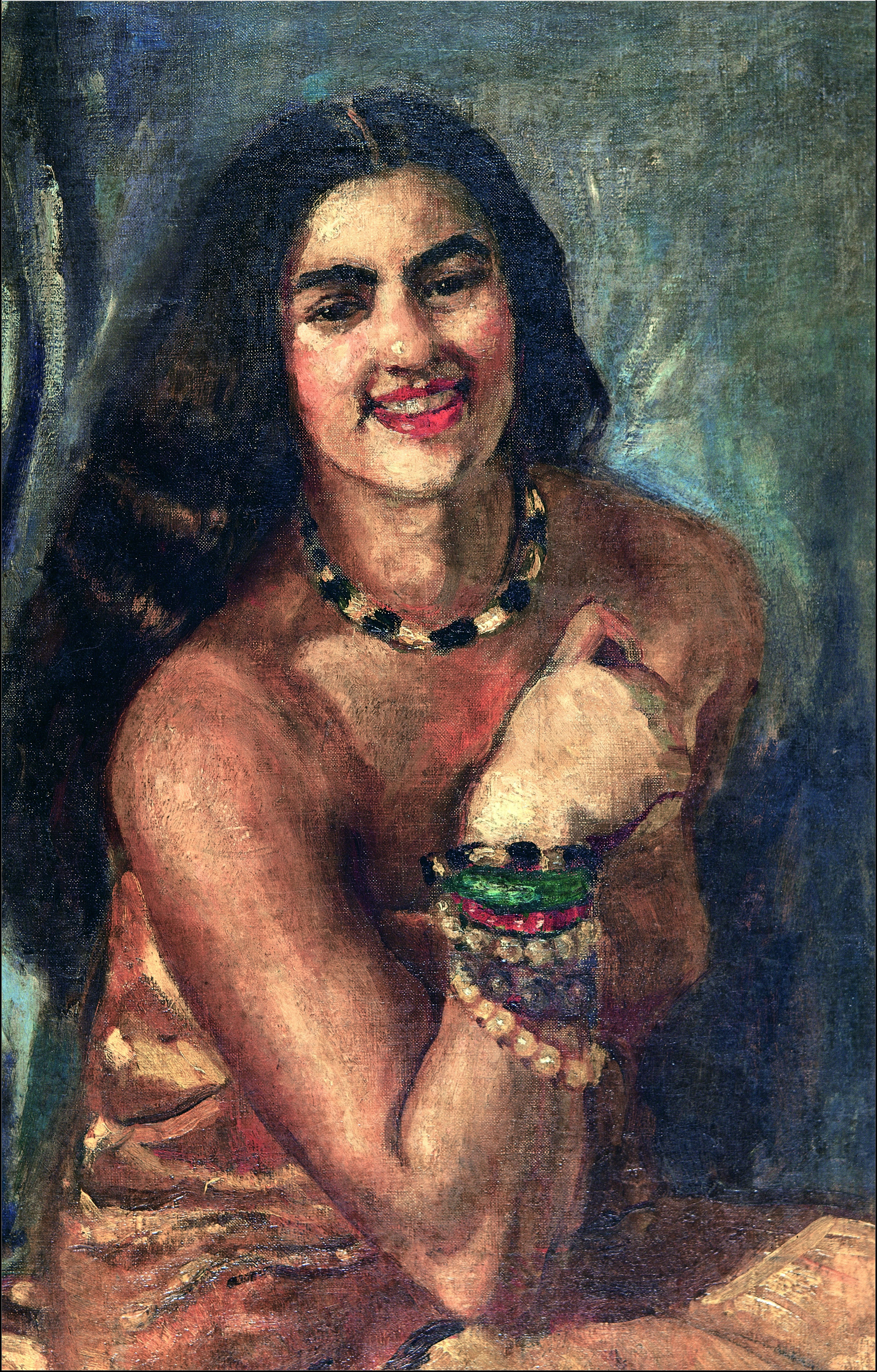
Autoportrait de la peintre Amrita Sher-Gil, née d'un père indien et d'une mère hongroise

Les enfants de troisième culture (Third Culture Kids en anglais) sont des personnes qui ont été éduquées dans une culture différente de celles de leurs parents ou de leur culture d'origine. Elles vivent en fait une partie importante de leurs périodes de développement ou croissance dans un environnement complexe. Elles sont plus touchées par la diversité et l'ampleur de l'influence culturelle que les gens qui grandissent dans une seule culture. Pour être précis, le terme s'applique non seulement aux enfants, mais aussi aux adultes, car le terme "enfant" fait référence aux années de formation ou de développement des individus. C'est pour cette raison qu'on utilise parfois le terme ATCK (Adult Third Culture Kids en anglais).
Les enfants de troisième culture peuvent se définir par l'une ou l'autre des trois cultures avant de développer leur identité personnelle et culturelle. Leur première culture est celle d'origine, la deuxième est celle du pays de résidence et la troisième est la fusion de ces deux cultures,,.    